# St. Johannes der Täufer (Rieneck)

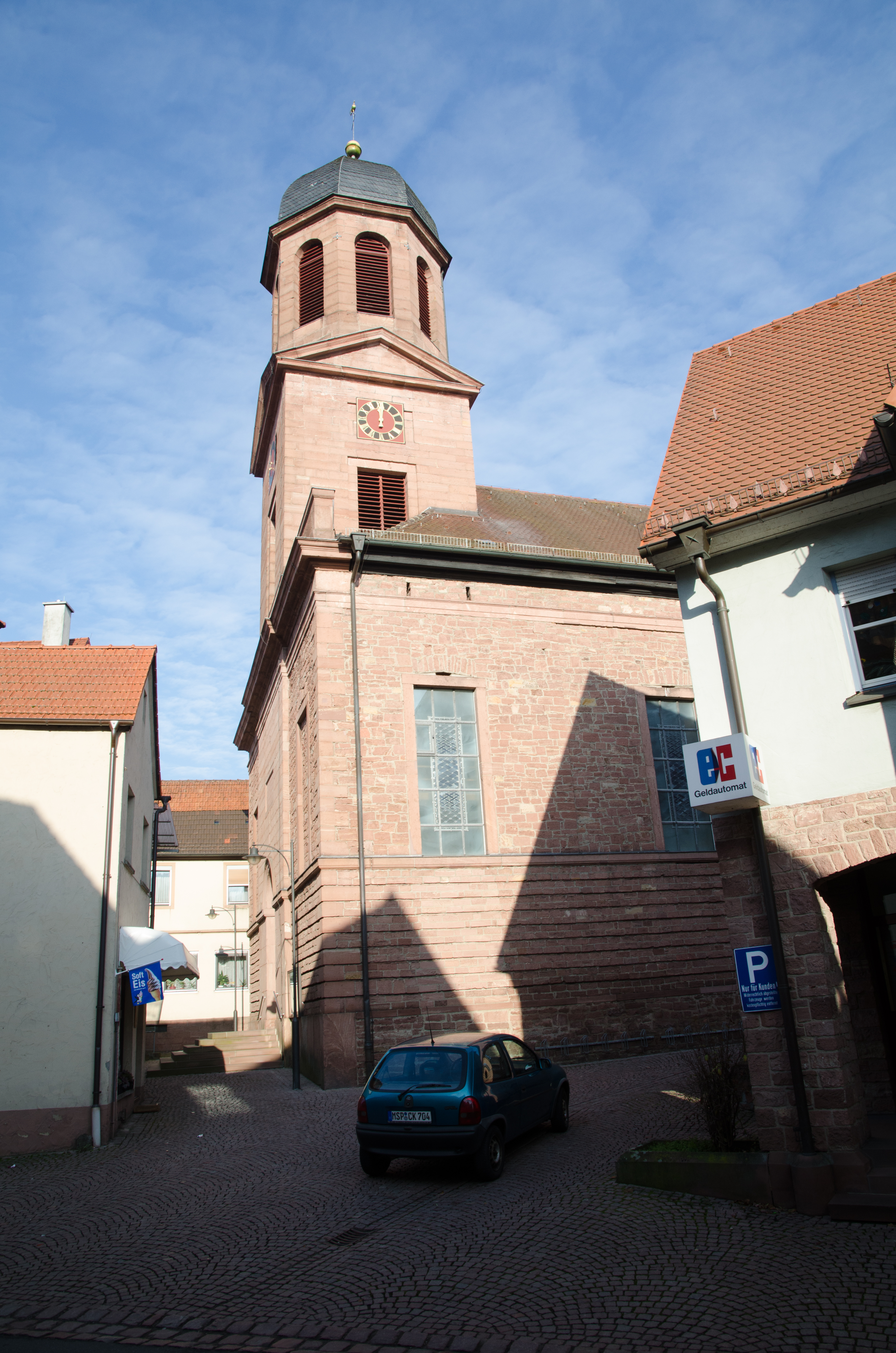
St. Johannes der Täufer (Rieneck)

Die römisch-katholische Pfarrkirche St. Johannes der Täufer befindet sich in Rieneck, einer Stadt im unterfränkischen Landkreis Main-Spessart in Bayern. Das denkmalgeschützte Bauwerk stammt aus dem Anfang des 19. Jahrhunderts. Die Pfarrei gehört zur Pfarreiengemeinschaft Main-Sinn (Rieneck) im Dekanat Karlstadt des Bistums Würzburg.

## Beschreibung
Die klassizistische Saalkirche wurde 1809–1812 nach einem Entwurf von Wolfgang Streiter gebaut. Sie besteht aus einem Langhaus, einem eingezogenen, dreiseitig geschlossenen Chor im Osten und einem in das Langhaus eingestellten Fassadenturm im Westen. Das quadratische Geschoss oberhalb der Dachtraufe des Langhauses beherbergt die Turmuhr, das achteckige Geschoss darüber den Glockenstuhl. Darauf sitzt eine schiefergedeckte Glockenhaube. Zur Kirchenausstattung gehören die 1832 gebauten Altäre, die Kanzel aus der Mitte des 18. Jahrhunderts und das Taufbecken von 1490. Außerdem ist eine hölzerne Statue der Anna selbdritt zu bewundern. Die Orgel wurde von Michael Weise gebaut.